# Marcello Musto
Marcello Musto (14 de abril de 1976) es profesor de Sociología y director del Laboratory for Alternative Theories en la Universidad York. Es reconocido mundialmente como uno de los autores que más ha contribuido al renacimiento de los estudios sobre Marx en la última décaday sus áreas de investigación incluyen el pensamiento socialista, la historia del movimiento obrero y los sistemas económicos alternativos. Es autor de Karl Marx, 1881-1883. El último viaje del Moro y sus principales escritos comprenden cuatro libros de autoría única, doce volúmenes editados y más de 50 artículos de revistas y capítulos de libros.Su obra ha sido traducida en más de veinticinco idiomas.

## Formación y carrera profesional
Marcello Musto se licenció en Ciencias Políticas, y se doctoró en Filosofía y Política, en la Universidad de Nápoles "L'Orientale".También se doctoró en Filosofía en la Universidad de Niza Sophia Antipolis, bajo la dirección de André Tosel.
En 2014 fue nombrado Assistant Professor de teoría sociológica en el Departamento de Sociología de la Universidad de York. En 2016 se convirtió en Associate Professor y, en 2020, en Professor (catedrático). Ha sido profesor visitante en numerosas universidades de todo el mundo, como la Universidad de Pisa, la Universidad de Helsinki, y la Universidad de Rikkyo, y es“Adjunct Professor” permanente en el Departamento de Filosofía de la Universidad de Nanjing. Sus investigaciones han recibido el apoyo de organismos de financiación de siete países, incluyendo el Partnership Development Grant del Social Sciencies and Humanities Research Council of Canada para el proyecto“The Global History of Karl Marx’s Capital”.
Musto ha difundido sus ideas a través de 150 charlas y presentaciones en conferencias en más de 20 países. Colabora, de manera frecuente, con periódicos como el Corriere della Sera,The Statesman, La Razón, BirGün y Jacobin . Es, asimismo, editor de la serie de libros Marx, Engels, Marxismos de Palgrave Macmillany Critiques and Alternatives to Capitalism de Routledge.

## Trabajo académico
En Another Marx: Early Manuscripts to the International (2018) Musto utiliza los descubrimientos textuales más recientes de la edición de laMarx-Engels-Gesamtausgabe, a la que ha dedicado varios ensayos, para ofrecer una reexaminación crítica de las ideas de Marx sobre la filosofía posthegeliana, la concepción materialista de la historia, los métodos de investigación, la autoemancipación de la clase obrera y la teoría revolucionaria. Dividido en tres partes - "Influencias intelectuales y primeros escritos", "La crítica de la economía política" y "La militancia política"- el libro subraya el abismo existente entre la teoría crítica de Marx y el dogmatismo de muchos marxismos del siglo XX. Esta obra ofrece un relato original del continuo compromiso de Marx con la economía política y de su militancia política, desde sus años de juventud hasta la Asociación Internacional de Trabajadores.
Karl Marx, 1881-1883. El último viaje del Moro (2020) es una reevaluación de las ideas teóricas de Marx de los últimos años de su vida, en su mayoría inexplorados. Centrándose en el periodo 1881-1883, Musto disipa el mito de que Marx dejó de escribir en los últimos años de su vida, y desafía la vieja tergiversación que presenta a Marx como a un pensador eurocéntrico y economicista que se enfocó únicamente en el conflicto de clases. Musto sostiene que, en este periodo, Marx amplió su investigación a nuevas disciplinas, conflictos políticos, cuestiones teóricas y áreas geográficas, y demuestra que estudió los recientes descubrimientos antropológicos, analizó las formas comunales de propiedad en las sociedades precapitalistas, apoyó la lucha del movimiento populista en Rusia y expresó críticas a la opresión colonial en la India, Irlanda, Argelia y Egipto. Para Musto, de los últimos manuscritos y cuadernos inéditos o hasta ahora ignorados de Marx surge un autor claramente diferente al representado por muchos de sus críticos y seguidores contemporáneos.
Entre los numerosos volúmenes editados por Musto, cuatro han sido especialmente elogiados por su rigor y alto nivel de erudición. Los Grundrisse de Karl Marx. Fundamentos de la crítica de la economía política 150 años después (2018) está considerado como una de las referencias más completas al más célebre manuscrito preparatorio de El capital de Marx, los Grundrisse . El libro demuestra la relevancia del manuscrito inacabado, escrito entre 1857 y 1858, para la comprensión de El Capital y analiza por qué las numerosas reflexiones sobre cuestiones que Marx no desarrolló en otras partes de su obra son importantes para la comprensión global de su pensamiento. Musto y varios expertos internacionales en la materia destacan también el poder explicativo que siguen teniendo las categorías marxianas para la sociedad contemporánea. La tercera parte de esta colección, dedicada a la " Difusión y recepción de los Grundrisse en el mundo ", reconstruye la historia de todas las traducciones e interpretaciones de este texto y ha sido calificada como un ejemplo de "maravillosa locura académica".A este libro le siguieron otros dos volúmenes colectivos - El Capital de Marx después de 150 años: Crítica y alternativa al capitalismo (2019) y Marx y 'El Capital': Evaluación, Historia, Recepción (2022)-, completando una trilogía dedicada a la elaboración de El Capital de Marx.
¡Trabajadores del mundo, uníos! Antología política de la Primera Internacional (2021) es la primera antología que se hace de los discursos, resoluciones y documentos de laAsociación Internacional de Trabajadores . En su extensa introducción a este libro, Musto ilustra los fundamentos de la historia del movimiento obrero y presenta la vida de la "Primera Internacional" de forma diferente a la ortodoxia ideológica del marxismo-leninismo: no es una mera creación de Marx, sino una organización compleja con múltiples tendencias que se disputan la hegemonía política. Para Musto, "la Internacional ayudó a los trabajadores a comprender que la emancipación del trabajo no podía conquistarse en un solo país, sino que era un objetivo mundial. También difundió en sus filas la conciencia de que debían alcanzar el objetivo por sí mismos, a través de su propia capacidad de organización, en lugar de delegarlo en alguna otra fuerza; y que era esencial superar el modo de producción capitalista y el trabajo asalariado, ya que las mejoras dentro del sistema existente, aunque necesarias de perseguir, no eliminarían la dependencia de las oligarquías patronales".
The Marx Revival: Key Concepts and New Interpretations (2020) destaca la relevancia contemporánea de Marx a través de 22 ensayos de algunos de los más destacados estudiosos marxistas contemporáneos. Estos indican los ámbitos en los que la teoría de Marx requiere una mayor actualización como resultado de los cambios producidos desde su época, y las razones por las que sigue siendo tan relevante en el mundo actual. En su propio capítulo "Comunismo", Musto sostiene que en su visión de la sociedad poscapitalista, "Marx concedía un valor fundamental a la libertad individual y su comunismo era radicalmente diferente de la nivelación de clases prevista por muchos de sus predecesores o de la uniformidad política y económica perseguida por muchos de sus epígonos".
Uno de los libros más recientes de Musto es la antología Karl Marx's Writings on Alienation (2021). En la introducción a este volumen, sostiene que muchos autores que han escrito sobre la alienación han basado erróneamente sus interpretaciones en los primeros escritos de Marx. Por el contrario, Musto centra su análisis en lo que denomina la "segunda generación" de los escritos de Marx sobre la alienación, es decir, las partes dedicadas a este concepto en los Grundrisse y en "El Capital, Volumen I: Libro 1, Capítulo VI, Inédito", y considera que las ideas de Marx comprendidas en sus obras económicas posteriores fueron mucho más amplias y llenas de recursos que las de los primeros manuscritos filosóficos. Para Musto la difusión de estas teorías no sólo abrió el camino a una noción de alienación diferente a la hegemónica en la sociología y la psicología de la segunda mitad del siglo XX, sino que proporcionó "una concepción anticapitalista orientada a la superación de la alienación en la práctica".
Además de sus numerosos libros, Musto ha publicado sus contribuciones sobre marxismo, teoría socialista, movimientos sociales progresistas y partidos políticos de izquierdas en numerosas revistas, como la “International Review of Social History”, “Contemporary Sociology”, “Critical Sociology”, “Science & Society” y “Labor History”. En un artículo escrito en 2022 tras la invasión rusa de Ucrania, titulado "La izquierda y la guerra",escribió que "las guerras difunden una ideología de la violencia, a menudo combinada con los sentimientos nacionalistas que han desgarrado al movimiento obrero. Rara vez favorecen las prácticas de autogestión y democracia directa, sino que aumentan el poder de las instituciones autoritarias (…) Si la izquierda quiere volver a ser hegemónica, y mostrarse capaz de utilizar su historia para las tareas de hoy, necesita escribir de forma indeleble en sus pancartas las palabras ‘antimilitarismo’ y ‘¡No a la guerra!’".

## Publicaciones

### Libros de autoría
- Karl Marx. Biografía intelectual y política, 1857-1883, México, D.F.: Fondo de Cultura Económica, 2024 (publicado en italiano, húngaro, portugués).
- Karl Marx, 1881-1883. El último viaje del Moro, México, D.F.: Siglo XXI, 2020 (publicado en inglés, italiano, tamil, portugués [Brasil], coreano, alemán, japonés, árabe, farsi, portugués [Portugal], catalán, hindi, turco, chino, indonesio, francés, griego, telugu, serbocroata).
- Another Marx: Early Manuscripts to the International, London–New York: Bloomsbury Academic, 2018 (publicado en japonés, bengalí, chino, indonesio).
- Ripensare Marx e i marxismi. Studi e saggi, Roma: Carocci, 2011 (publicado en coreano, portugués).

### Libros editados
- Marx and 'Le Capital': Evaluation, History, Reception, London: Routledge, 2022.
- Rethinking Alternatives with Marx: Economy, Ecology and Migration, New York: Palgrave Macmillan, 2021 (publicado en italiano).
- ¡Trabajadores del mundo, uníos! Antología política de la Primera Internacional, Madrid: Bellaterra, 2021 (publicado en inglés, italiano, portugués, tamil, telugu, hindi, francés, japonés).
- Karl Marx’s Writings on Alienation, New York: Palgrave Macmillan, 2021 (publicado en italiano, kurdo).
- The Marx Revival: Key Concepts and New Interpretations, Cambridge: Cambridge University Press, 2020 (publicado en italiano, coreano, catalán, portugués).
- (Con S. Gupta y B. Amini) Karl Marx’s Life, Ideas, and Influences: A Critical Examination on the Bicentenary, New York: Palgrave Macmillan, 2019.
- Marx’s Capital after 150 Years: Critique and Alternative to Capitalism, London-New York: Routledge, 2019 (publicado en italiano).
- Los Grundrisse de Karl Marx. Fundamentos de la crítica de la economía política 150 años después, Bogotà: Fondo de Cultura Económica, 2018 (publicado en inglés, farsi, chino, italiano).
- (Con G. Comninel y V. Wallis) The International After 150 Years: Labour Versus Capital, Then and Now, New York–London: Routledge, 2015.
- De Regreso a Marx. Nuevas Lecturas Y Vigencia En El Mundo Actual, Buenos Aires: Octubre, 2015, (publicado en inglés, chino, español [España]).
- Tras las huellas de un fantasma. La actualidad de Karl Marx, México, D.F.: Siglo XXI, 2011 (publicado en italiano).
- Karl Marx, Introduzione alla critica dell’economia politica, Macerata: Quodlibet, 2010.